# Ecliptic Plane Input Catalog
Ecliptic Plane Input Catalog（EPIC）とは、ケプラー宇宙望遠鏡の第二のミッションであるK2ミッションに関する恒星や惑星が収録されているデータベースである。恒星の代表例としては、EPIC 201563164、EPIC 204278916、EPIC 204376071、EPIC 249706694等が知られている。また、惑星としては、EPIC 203771098 b、EPIC 203771098 c、EPIC 206011691 c、EPIC 211945201 b等が知られている。

## 概要
2013年11月、Second Light（K2）という名称の新しいミッションの計画が提示・検討された。K2は、より多くの太陽系外惑星を発見するためにケプラーの残りの機能である、以前の約20ppmと比較して、約300ppmの測光精度を利用して、小惑星や彗星等の太陽系の小天体、超新星爆発、恒星の形成等の観測データを収集する必要がある。この提案された計画では、ケプラー望遠鏡は地球の軌道平面の遥かに広い領域を探索する。